# Sud (logika)
Sud je istinita ili neistinita veza pojmova kojom se misli (tvrdi ili ustanovljava) neko stanje stvari. Sud mora biti smislen, tj. njime se mora nešto tvrditi. Smislenost je preduvjet za karakteristiku suda u čemu se sud razlikuje od rečenice, a to je njegova istinitosna vrijednost. Sud ima istinosnu vrijednost; može biti istinit ili neistinit (lažan).

## Definicija suda
Značenje pojma sud možda najbolje se može objasniti koristeći infinitivni glagolski oblik suditi. Suditi znači ustanoviti, tvrditi ili misliti neko stanje stvari. Primjerice, ako se sudi da je danas sunčano, tada se za to koristi jezični izraz „Danas je sunčano.” ili „Današnji je dan sunčan.”
Osnovni se sudovi sastoje od pojmova i imaju svoju strukturu u koju logika sudova ne ulazi jer se u logici sudova osnovni sud dalje ne dijeli. Za zapisivanje pojmova koristi se logika prvoga reda.
Budući da pojmovi „dan” ili „sunčano” sami po sebi imaju značenje povezano sa svijetom koji opisuju, ali i da se samo njihovim korištenjem ništa ne tvrdi, ti se pojmovi povezuju u složeniju strukturu suda. S pomoću takvih složenijih struktura moguće je ustanoviti, tvrditi ili misliti neko stanje stvari poput onoga da je danas sunčano.
Međutim, svako povezivanje pojmova ne čini sud. Da bi nešto bilo sud, mora se moći odrediti njegovu istinitosnu vrijednost, stoga pitanja i naredbe ne mogu biti sudovi. Rečenice poput „Je li tako da je logika najbolji predmet?” ili „Zaključuj ispravno!” nisu ni istinite ni neistinite. Izjavne rečenice poput „Zagreb je glavni grad Hrvatske.” imaju navedeno svojstvo i mogu biti istinite ili neistinite, stoga udovoljavaju svim uvjetima koje smo naveli za sudove.      

## Istinitost i neistinitost suda
Svaka naša tvrdnja ili stav mora biti istinit/a ili neistinit/a. Sud je misao koja posjeduje neku istinosnu vrijednost. Sud može biti istinit ili neistinit. Suđenje je psihički proces, a sud je rezultat tog procesa. Suđenje je oblik ili vrsta mišljenja, a sud je oblik ili vrsta misli. Sud nije isto što i rečenica. Rečenicom se izražavaju sudovi, a rečenice se mogu kazati na različitim jezicima.

## Struktura suda

### Predikatna teorija (S P S P)
Svaki sud nužno sadrži dva pojma “subjekt i predikat”.
Primjeri :
- Učenici su vrijedni.
- Osman je visok.

Nije teško zapaziti da pored subjekta i predikata u sudu postoji i riječca je. Ova riječca povezuje subjekt i predikat i naziva se sponom ili kopulom. Riječca je naziva se afirmativnom kopulom, a nije negativnom kopulom (afirmativni oblici kopule: sam, si, je, smo, ste, su), (negativni oblici kopule: nisam, nisi, nije, nismo, niste, nisu).
Dakle, svaki sud se sastoji od tri pojma:
- Subjekt → Misao o onome o čemu nešto tvrdimo
- Predikat → Misao o onome što o subjektu tvrdimo
- Kopula – riječca koja povezuje subjekt i predikat. Kopula je sastavni dio predikata u sudu.

Četiri varijante predikatne teorije suda :
1. Teorija supsumcije
2. Teorija identiteta po opsegu
3. Teorija imanencije
4. Teorija identiteta po sadržaju

#### Teorija supsumcije
“Teorija po kojoj je bit svakog suda u podvođenju opsega subjekta pod opseg predikata naziva se teorijom supsumcije”.
“Čovjek je živo biće”.
Pojmovi subjekta i predikata su u odnosu vrste i roda. Čovjek je vrsni pojam jer pored čovjeka postoje i druga živa bića koja pripadaju svojim vrstama. Čovjek je samo jedna vrsta živih bića. 
Živa bića → pojam koji je rodni i za čovjeka i za druge vrste živih bića. Ovdje je opseg subjekta podveden pod opseg predikata tako da je pojam čovjeka suboordiniran pojmu živa bića.

#### Teorija identiteta po opsegu
“Teorija po kojoj je bit svakog suda identifikacija opsega subjekta s opsegom predikata naziva se teorija identiteta po opsegu”.
“Neki ljudi su vjernici.”
Ako po uzoru na teoriju supsumcije usporedimo ovaj sud mogli bismo kazati da se i ovdje opseg subjekta podvodi pod opseg predikata. Međutim, to nije ispravno jer ljudi nisu vrsta vjernika nego su vrsta živih bića. Osobina vjernik može biti promjenljiva da bi se kao konstanta pripisivala ljudima, a osobina čovjeka da je živo biće je po definiciji nepromjenljiva i najmanje od čovjeka zavisi hoće li to biti ili ne.
U ovom slučaju radi se o podudaranju (identificiranju) opsega subjekta s opsegom predikata, odnosno subjektom i predikatom mislimo na iste ljude (neke ljude koji su vjernici – vjernike koji su neki ljudi).

#### Teorija imanencije
“Teorija po kojoj je bit suda u imanentnosti sadržaja predikata sadržaju subjekta naziva se teorija imanencije”.
“Zmija je otrovna”.
Sadržaj predikata je svojstven sadržaju subjekta. To da je zmija otrovna, mi ističemo samo jednu njenu prepoznatljivu osobinu. JE OTROVNA', to je oznaka iskazana predikatom u sudu, a kao takva jedna je i od oznaka, pored drugih koje pripadaju zmiji. Uz pojam zmije uvijek i uvriježeno ide oznaka otrovnica. Kao i “Jabuka je slatka”. Osobina slatka, je jedno od svojstava jabuke, pored veličine, boje, izgleda i sl.

#### Teorija identiteta po sadržaju
“Teorija po kojoj je bit suda u identificiranju sadržaja subjekta i predikata naziva se teorijom identiteta po sadržaju.”
Svojstvena je sudovima koje čine po sadržaju identični pojmovi na pozicijama subjekta i predikata, pojmovi u sinonimskom odnosu. 
“Kosa je kika”, “Trokut je trostrani geometrijski lik”.

## Vrste sudova
Sudovi po strukturi mogu biti:
1. Relacijski → sudovi kojima se nešto tvrdi o međusobnom odnosu dva ili više predmeta
2. Predikatni → sudovi u kojima se uspostavlja odnos sadržaja i opsega dvaju pojmova koje nazivamo subjektom i predikatom. Dvije glavne vrste predikatnih sudova su atributne i klasne.
3. Egzistencijalni → sudom se tvrdi egzistencija ili neegzistencija subjekta ili se poriče subjekt.

Tradicionalna četvorostruka podjela sudova po:
1. Kvantiteti
  - univerzalni (Svi učenici su dobri.),
  - partikularni (Neki učenici su dobri.)
  - singularni (Tomislav je dobar.),
2. Kvaliteti
  - afirmativni (Škola je obrazovna ustanova.)
  - negativni (On nije marljiv.)
  - limitativni (Oni su neiskreni.)
3. Relaciji
  - kategorički (Krv je crvena!)
  - hipotetički (Ako budem učio, očekujem odličan uspjeh.)
  - disjunktivni (Petar ne razumije ili ne zna.) (Ili Marko ili Andrija, ne slušaju.)
4. Modalitetu 
  - problematički (Ana vjerojatno nije dobro naučila.)
  - asertorički (Marija je dobra govornica.)
  - apodiktički (Čovjek mora umrijeti.)

## Odnosi među sudovima
Sudovi mogu biti u sljedećim odnosima:
1. Kontrarni
Svi učenici su aktivni.
Svi/nijedan učenici/učenik nisu/nije aktivni/aktivan.
2. Kontradiktorni
Svi učenici su aktivni.
Neki učenici nisu aktivni.
3. Subalternirajući i subalternirani
Svi učenici su aktivni.
Neki učenici su aktivni.
4. Subkontrarni
Neki učenici su aktivni.
Neki učenici nisu aktivni.